# Regola di Sahm
In macroeconomia, la regola di Sahm, o indicatore di recessione della regola di Sahm, è una misura euristica della Federal Reserve degli Stati Uniti per determinare quando un'economia è entrata in recessione. È utile per la valutazione in tempo reale del ciclo economico e si basa sui dati mensili sulla disoccupazione del Bureau of Labor Statistics (BLS). Prende il nome dall'economista Claudia Sahm, ex membro della Federal Reserve e del Council of Economic Advisors.

## Definizione
La regola di Sahm deriva da un capitolo del rapporto della Brookings Institution sull'uso della politica fiscale per stabilizzare l'economia durante le recessioni. Il capitolo, scritto da Sahm, propone che la politica fiscale invii automaticamente pagamenti stabilizzanti ai cittadini per aumentare il benessere economico. Invece di affidarsi all'intuizione umana per determinare quando tali pagamenti dovrebbero essere inviati, Sahm delinea una condizione per attivare i pagamenti. La condizione suggerita indica l'inizio di una recessione economica ed è ora nota come regola di Sahm.

## Implementazione
La regola Sahm è stata pubblicata dal sistema FRED (Federal Reserve Economic Data) della banca della Federal Reserve di St. Louis nell'ottobre 2019. Viene calcolato retroattivamente per valutare la performance delle recessioni passate. La regola della recessione è definita come:
Basarsi sulla variazione della disoccupazione rispetto ai 12 mesi precedenti significa che il tasso naturale di disoccupazione è perfettamente integrato. Una regola che si basa su un livello fisso di disoccupazione, al contrario, non può tenere conto delle derive causate da cambiamenti demografici, tecnologici o dagli attriti del mercato del lavoro.
La regola si basa solo su un'unica serie di dati, la disoccupazione nazionale, pubblicata mensilmente dalla BLS. Ciò differenzia l’indice da altri indicatori di recessione basati su modelli statistici, che possono basarsi su decine di input.